# 鹿児島鉄道事業部

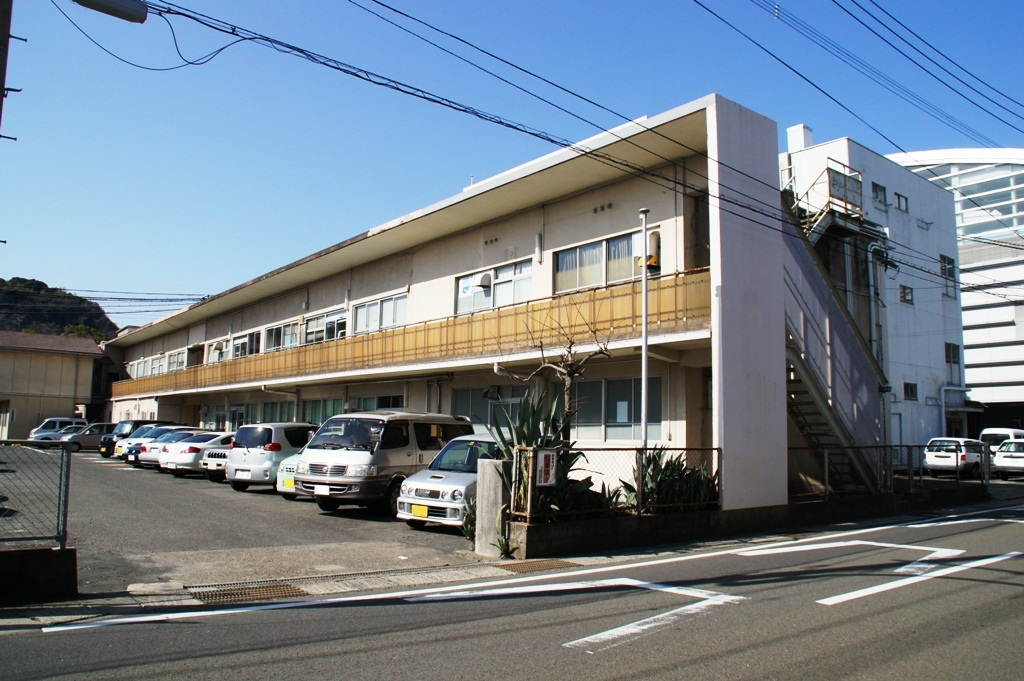
鹿児島乗務センターの外観

鹿児島鉄道事業部（かごしまてつどうじぎょうぶ）は、鹿児島県鹿児島市の鹿児島中央駅構内にあった九州旅客鉄道（JR九州）の事業部の一つであり、鹿児島支社の管轄であった。
霧島高原鉄道事業部および指宿鉄道事業部の統合以来、鹿児島支社管内のうち、宮崎総合鉄道事業部の管轄エリアを除いた全区間が管轄対象となったこともあり、2022年4月の組織改正で支社本体に機能を統合する形で廃止された。同時に宮崎総合鉄道事業部は宮崎支社に改組されている。
本稿では本事業部廃止以降の鹿児島支社直轄の現業機関についても含めて記載する。

## 管轄路線
※管轄境界駅については、鹿児島鉄道事業部が管理を担当している駅を記載している。
- 鹿児島本線[1]（川内 - 鹿児島間）
- 日豊本線（財部 - 鹿児島間）[1]
- 肥薩線（吉松 - 隼人間）
- 吉都線（全線。ただし、都城駅は宮崎支社の管轄）
- 日南線（福島高松 - 志布志間）
- 指宿枕崎線（全線）

## 歴史
- 1999年（平成11年）6月1日 - 鹿児島鉄道事業部発足[1][2]。
- 2008年（平成20年）4月1日 - 霧島高原鉄道事業部および指宿鉄道事業部と統合。
- 2011年（平成23年）4月1日 - 鹿児島総合車両所の工場業務廃止に伴い、同所の車両基地部門が鹿児島車両センターとして本事業部の下部組織となる。
- 2022年（令和4年）
  - 3月31日 - 吉松運輸センター廃止[3]。
  - 4月1日 - 鹿児島鉄道事業部廃止、支社本体に機能を統合。
  - 9月22日 - ダイヤ改正に伴い、在来線での車掌業務を廃止。

## 乗務員
乗務員基地の正式名称は、鹿児島鉄道事業部鹿児島乗務センターおよび鹿児島鉄道事業部吉松運輸センター。鹿児島鉄道事業部鹿児島乗務センターには運転士・車掌が、鹿児島鉄道事業部吉松運輸センターには運転士が配属されている。鹿児島鉄道事業部廃止後は、鹿児島乗務センターのみが存続する。
2022年9月22日に在来線での車掌業務は廃止された。なお、3両編成以上の気動車列車においては運転士が車掌として乗務する。

### 運転士乗務範囲
鹿児島乗務センター
- 鹿児島本線（鹿児島 - 川内間）
- 日豊本線（宮崎神宮 - 鹿児島間）
- 指宿枕崎線（鹿児島中央 - 枕崎間）
- 肥薩線（吉松 - 隼人間）

吉松運輸センター
- 肥薩線（人吉 - 隼人間）
- 吉都線（全線）

吉松運輸センターは2022年（令和4年）3月31日に廃止（2022年3月13日に「運転基地廃止記念式典」が開催された）。

## 車両基地
車両基地として、鹿児島車両センターがある。当該項を参照のこと。

## 設備保全区所（保線・電気）
- 鹿児島工務所
  - 国分工務室